# تپه توران شهر ۱
تپه توران شهر ۱ مربوط به دوره ساسانیان است و در شهرستان گیلانغرب، بخش مرکزی، دهستان حومه، تپه باستانی کاملاً زیر روستای توران شهر واقع شده و این اثر در تاریخ ۲۶ اسفند ۱۳۸۷ با شمارهٔ ثبت ۲۵۷۴۲ به‌عنوان یکی از آثار ملی ایران به ثبت رسیده است.